# Holodactylus africanus
Holodactylus africanus — вид геконоподібних ящірок родини еублефарових (Eublepharidae). Мешкає в Східній Африці.

## Поширення і екологія
Holodactylus africanus мешкають на сході Ефіопії, в Сомалі, Кенії і північній Танзанії. Вони живуть в напівпустельних чагарникових заростях, на висоті від 100 до 1200 м над рівнем моря. Живляться термітами, жуками та іншими безхребетними.